# Collegio elettorale di Parma I (Regno di Sardegna)
Il collegio elettorale di Parma I è stato un collegio elettorale uninominale del Regno di Sardegna. È uno dei dieci collegi elettorali della provincia di Parma creati dopo la temporanea caduta del ducato di Parma. Fu istituito con decreto del luogotenente generale Eugenio di Savoia-Carignano del 19 giugno 1848. Comprendeva la "Sezione di Mezzogiorno" della pretura di Parma.
Dopo la prima guerra d'indipendenza il territorio ritornò a far parte del ducato di Parma. Dopo la seconda guerra d'indipendenza si votò con lo "Statuto e legge elettorale nelle Provincie dell'Emilia" con la tabella annessa

## Dati elettorali
Nel collegio si svolsero votazioni per le prime due legislature, poi gli austriaci occuparono di nuovo le provincie di Parma e Piacenza. Dopo la seconda guerra d'Indipendenza l'attività elettorale riprese con la stessa denominazione. 

### I legislatura
Le votazioni si svolsero in 222 collegi uninominali a doppio turno. Come previsto dal decreto n. 680 del 17 marzo 1848, era eletto al primo turno il candidato che «riunisce in suo favore più del terzo dei voti del total numero dei membri componenti il collegio e più della metà dei suffragi dati dai votanti presenti all'adunanza» (art. 92). Se nessun candidato era eletto, al ballottaggio tra i due candidati con più voti era eletto chi otteneva il maggior numero di voti (art. 93) o, in caso di ugual numero di voti, il maggiore d'età (art. 94).
| Partito                            | Partito                            | Candidato                          | Primo turno 20 luglio 1848 | Primo turno 20 luglio 1848 | Ballottaggio 22 luglio 1848 | Ballottaggio 22 luglio 1848 |
| Partito                            | Partito                            | Candidato                          | Voti                       | %                          | Voti                        | %                           |
| ---------------------------------- | ---------------------------------- | ---------------------------------- | -------------------------- | -------------------------- | --------------------------- | --------------------------- |
|                                    | —                                  | Filippo Schizzati                  | 92                         | 58,60                      | 167                         | 63,98                       |
|                                    | —                                  | Alberto Benedini                   | 65                         | 41,40                      | 94                          | 36,02                       |
|                                    |                                    |                                    |                            |                            |                             |                             |
| Iscritti                           | Iscritti                           | Iscritti                           | 377                        | 100,00                     | 377                         | 100,00                      |
| ↳ Votanti (% su iscritti)          | ↳ Votanti (% su iscritti)          | ↳ Votanti (% su iscritti)          | 276                        | 73,21                      | 262                         | 69,50                       |
| ↳ Voti validi (% su votanti)       | ↳ Voti validi (% su votanti)       | ↳ Voti validi (% su votanti)       | 157                        | 56,88                      | 261                         | 99,62                       |
| ↳ Schede non valide (% su votanti) | ↳ Schede non valide (% su votanti) | ↳ Schede non valide (% su votanti) | 119                        | 43,12                      | 1                           | 0,38                        |
| ↳ Astenuti (% su iscritti)         | ↳ Astenuti (% su iscritti)         | ↳ Astenuti (% su iscritti)         | 101                        | 26,79                      | 115                         | 30,50                       |

L'onorevole Schizzati era stato eletto anche nel collegio di Parma II. Alla data del 15 novembre 1848 non aveva ancora presentato la sua opzione tra i due collegi e di conseguenza, ai termini della legge elettorale il presidente fece procedere all'estrazione e l'onorevole rimase come rappresentante del collegio di Parma II Il collegio non fu riconvocato.

### II legislatura
Le votazioni si svolsero in 222 collegi uninominali a doppio turno con la stessa normativa precedente (al primo turno un numero di voti maggiore di un terzo degli iscritti).
| Partito                            | Partito                            | Candidato                          | Risultati 12 febbraio 1849 | Risultati 12 febbraio 1849 |
| Partito                            | Partito                            | Candidato                          | Voti                       | %                          |
| ---------------------------------- | ---------------------------------- | ---------------------------------- | -------------------------- | -------------------------- |
|                                    | —                                  | Salvatore Riva                     | 10                         | 100,00                     |
|                                    |                                    |                                    |                            |                            |
| Iscritti                           | Iscritti                           | Iscritti                           | 377                        | 100,00                     |
| ↳ Votanti (% su iscritti)          | ↳ Votanti (% su iscritti)          | ↳ Votanti (% su iscritti)          | 10                         | 2,65                       |
| ↳ Voti validi (% su votanti)       | ↳ Voti validi (% su votanti)       | ↳ Voti validi (% su votanti)       | 10                         | 100,00                     |
| ↳ Schede non valide (% su votanti) | ↳ Schede non valide (% su votanti) | ↳ Schede non valide (% su votanti) | 0                          | 0,00                       |
| ↳ Astenuti (% su iscritti)         | ↳ Astenuti (% su iscritti)         | ↳ Astenuti (% su iscritti)         | 367                        | 97,35                      |

L'elezione seguì, anziché a Parma, a Fiorenzuola, per Regio Decreto 9 gennaio 1849. Per l'esecuzione di esso venne eletto a R. Commissario straordinario, il dott. Timoteo Riboli di Parma, con facoltà di convocare i collegi in luoghi diversi da quelli fissati dal Regio Decreto 19 giugno 1848 e in giorni anche successivi al 22 gennaio 1849. 

### VII legislatura
Le votazioni si svolsero in 443 collegi uninominali a doppio turno. Come previsto dalla legge elettorale del 17 dicembre 1860, era eletto al primo turno il candidato che «riunisce in suo favore più del terzo dei voti del total numero dei membri componenti il collegio e più della metà dei suffragi dati dai votanti presenti all'adunanza» (art. 91). Se nessun candidato era eletto, al ballottaggio tra i due candidati con più voti era eletto chi otteneva il maggior numero di voti (art. 92) o, in caso di ugual numero di voti, il maggiore d'età (art. 93).
| Partito                            | Partito                            | Candidato                          | Primo turno 25 marzo 1860 | Primo turno 25 marzo 1860 | Ballottaggio 29 marzo 1860 | Ballottaggio 29 marzo 1860 |
| Partito                            | Partito                            | Candidato                          | Voti                      | %                         | Voti                       | %                          |
| ---------------------------------- | ---------------------------------- | ---------------------------------- | ------------------------- | ------------------------- | -------------------------- | -------------------------- |
|                                    | —                                  | Luigi Carlo Farini                 | 234                       | 80,14                     | 178                        | 72,65                      |
|                                    | —                                  | Girolamo Cantelli                  | 58                        | 19,86                     | 67                         | 27,35                      |
|                                    |                                    |                                    |                           |                           |                            |                            |
| Iscritti                           | Iscritti                           | Iscritti                           | 857                       | 100,00                    | 857                        | 100,00                     |
| ↳ Votanti (% su iscritti)          | ↳ Votanti (% su iscritti)          | ↳ Votanti (% su iscritti)          | 468                       | 54,61                     | 253                        | 29,52                      |
| ↳ Voti validi (% su votanti)       | ↳ Voti validi (% su votanti)       | ↳ Voti validi (% su votanti)       | 292                       | 62,39                     | 245                        | 96,84                      |
| ↳ Schede non valide (% su votanti) | ↳ Schede non valide (% su votanti) | ↳ Schede non valide (% su votanti) | 176                       | 37,61                     | 8                          | 3,16                       |
| ↳ Astenuti (% su iscritti)         | ↳ Astenuti (% su iscritti)         | ↳ Astenuti (% su iscritti)         | 389                       | 45,39                     | 604                        | 70,48                      |

L'onorevole Farini il 13 aprile 1860 optò per il collegio di Cigliano. Il collegio fu riconvocato. 
| Partito                            | Partito                            | Candidato                          | Primo turno 6 maggio 1860 | Primo turno 6 maggio 1860 | Ballottaggio 10 maggio 1860 | Ballottaggio 10 maggio 1860 |
| Partito                            | Partito                            | Candidato                          | Voti                      | %                         | Voti                        | %                           |
| ---------------------------------- | ---------------------------------- | ---------------------------------- | ------------------------- | ------------------------- | --------------------------- | --------------------------- |
|                                    | —                                  | Marcello Costamezzana              | 74                        | 61,16                     | 145                         | 59,43                       |
|                                    | —                                  | Salvatore Riva                     | 47                        | 38,84                     | 99                          | 40,57                       |
|                                    |                                    |                                    |                           |                           |                             |                             |
| Iscritti                           | Iscritti                           | Iscritti                           | 857                       | 100,00                    | 857                         | 100,00                      |
| ↳ Votanti (% su iscritti)          | ↳ Votanti (% su iscritti)          | ↳ Votanti (% su iscritti)          | 140                       | 16,34                     | 248                         | 28,94                       |
| ↳ Voti validi (% su votanti)       | ↳ Voti validi (% su votanti)       | ↳ Voti validi (% su votanti)       | 121                       | 86,43                     | 244                         | 98,39                       |
| ↳ Schede non valide (% su votanti) | ↳ Schede non valide (% su votanti) | ↳ Schede non valide (% su votanti) | 19                        | 13,57                     | 4                           | 1,61                        |
| ↳ Astenuti (% su iscritti)         | ↳ Astenuti (% su iscritti)         | ↳ Astenuti (% su iscritti)         | 717                       | 83,66                     | 609                         | 71,06                       |

Da notare che nella 1ª votazione del 6 maggio 1860, la prima delle tre sezioni del Collegio non si costituì per la mancanza di elettori presenti, a causa, secondo quanto assicura il presidente provvisorio della stessa sezione, dell'arrivo in città del Re Vittorio Emanuele II. Invece si costituì nel giorno del ballottaggio, 10 maggio, procedendo alla votazione sui due candidati che erano in ballottaggio. 